# Найцінніший гравець

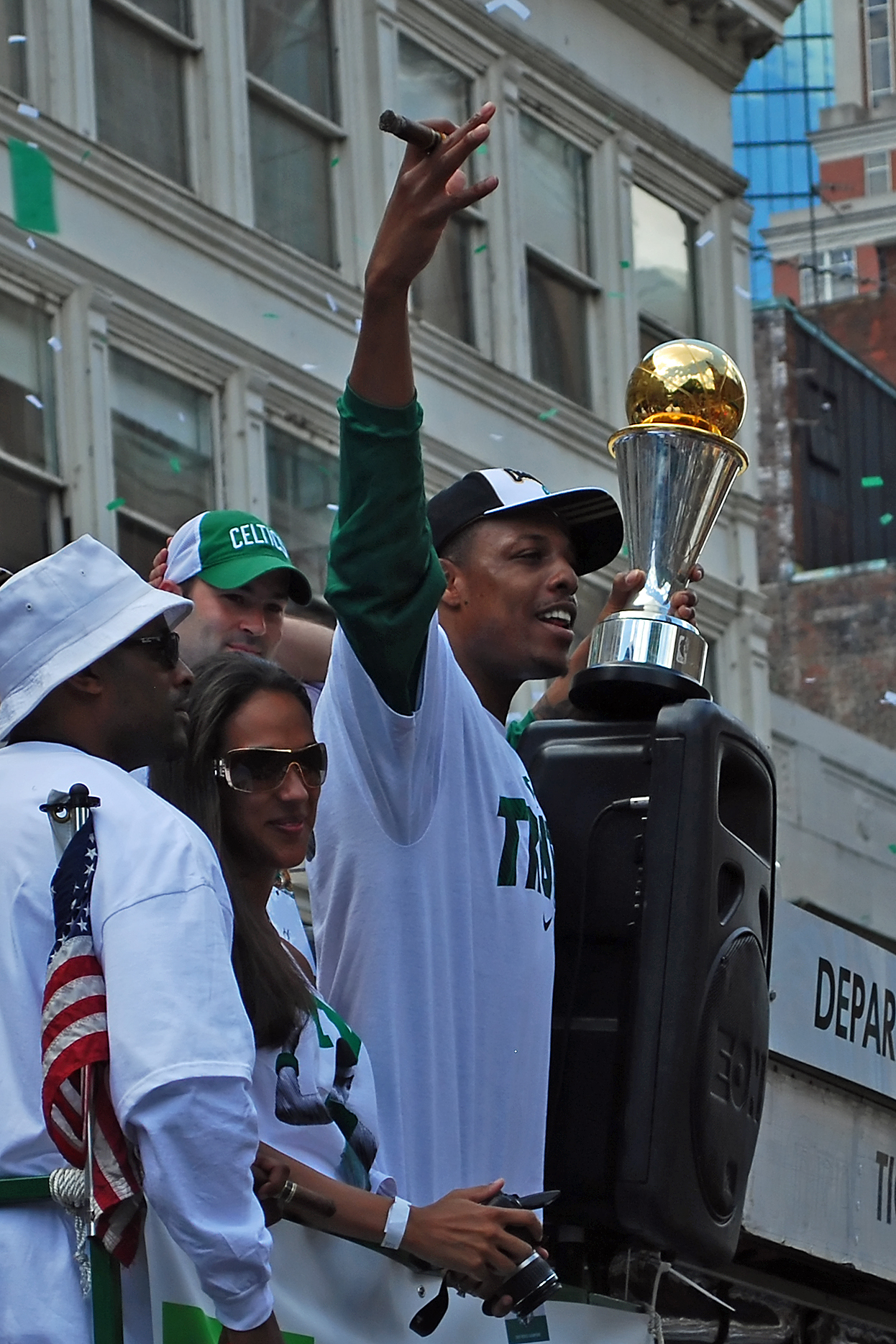
Пол Пірс із кубком найціннішого гравця НБА сезону 2007-08.

Найцінні́ший граве́ць (англ. Most Valuable Player, усталена абревіатура — MVP) — почесне звання, що надається у низці командних видів спорту гравцеві, який за рішенням уповноваженої на це особи (осіб) визнається таким, що приніс найбільшу користь своїй команді протягом турніру, окремої частини турніру або окремої гри. Найцінніший гравець може визначатися як серед гравців усіх команд, що брали участь у змаганнях або грі, так й у кожній команді окремо.

## Розповсюдження терміна
Найбільш широко термін використовується у північноамериканському професійному спорті, звідки він, зрештою, й походить. У професійних спортивних лігах Північної Америки (НХЛ, НБА, ГБЛ, ГЛФ, НФЛ) звання найціннішого гравця присуджують, як правило, двічі за сезон — по завершенні регулярного чемпіонату та за результатами розіграшу плей-оф (або за результатами фінального матчу, серії матчів).
У професійних спортивних лігах інших регіонів, а також в аматорських змаганнях термін найцінніший гравець або MVP нерідко використовується по відношенню до гравців, що отримують звання «Гравець матчу», «Найкращий гравець місяця», «Гравець туру» тощо.
Термін MVP також досить широко застосовується поза спортом. Зокрема, у сучасній бізнес-культурі найціннішим гравцем заведено називати співробітника того чи іншого підрозділу, який у порівнянні з колегами приносить найбільше користі інтересам компанії.